# Exposición emergente
Una exposición emergente es un evento de arte temporal, menos formal que una galería o un museo pero más formal que una exhibición artística privada. Las exposiciones temporales se denominan erróneamente museos temporales, pero no se ajustan a la definición de museo del Consejo Internacional de Museos.    La idea comenzó en 2007 en la ciudad de Nueva York, donde el espacio para exhibir obras artísticas es muy limitado.  Aunque la idea se originó en la ciudad de Nueva York, las exposiciones emergentes ocurren en todo el mundo. Un ejemplo es Dismaland de Banksy, que estuvo en exposición entre agosto y septiembre de 2015. 
Las exposiciones emergentes suelen permitir una experiencia más inmersiva para el visitante. A diferencia de la mayoría de los museos tradicionales, algunas exposiciones emergentes animan al espectador a interactuar con las obras de arte. Con esta interacción una obra de arte a veces depende de la interacción del usuario. Muchas ventanas emergentes también tienen como objetivo abrir conversaciones y debates sobre temas sociales relevantes.
Las exposiciones emergentes permiten al artista interactuar con espectadores de diferentes regiones del mundo y brindan a los espectadores la oportunidad de interactuar con el arte en persona. Las exposiciones emergentes son beneficiosas para que los artistas difundan su arte por todo el mundo.